# Jüdischer Friedhof Burg-Gräfenrode
Der Jüdische Friedhof in Burg-Gräfenrode, einem Stadtteil von Karben im hessischen Wetteraukreis, befindet sich westlich des Ortes im Gewann „Einsiedel“ an einem Feldweg.
Der Friedhof wurde Mitte des 19. Jahrhunderts auf einem zur Nidda flach geneigten Hanggelände von der jüdischen Gemeinde Burg-Gräfenrode angelegt. 1927 wurde die jüdische Gemeinde nach dem Wegzug der Mehrzahl ihrer Mitglieder aufgelöst. Im Jahr 1928 die letzte Beisetzung vorgenommen, diejenige des letzten Gemeindevorstehers Julius Löwenberg (1894–1928).
Der Friedhof ist von besonderer Bedeutung, da die ehemals vorhandene Synagoge und das Ritualbad nicht mehr baulich nachweisbar sind. Es sind 36 Gräber aus der Belegungszeit vorhanden, welche mit Grabsteinen in lückenhaften Reihen erhalten sind.
Die Friedhofsfläche umfasst 8,03 ar und ist im Denkmalverzeichnis vom Landesamt für Denkmalpflege Hessen als Kulturdenkmal aus religions-/geschichtlichen Gründen ausgewiesen.